# Marino Groppelli
Marino Groppelli (Venezia, 28 luglio 1662 – Venezia, 10 giugno 1728) è stato uno scultore e architetto italiano.

## Biografia
Primogenito di Giovanni Battista Groppelli ebbe come padrino di battesimo Clemente Molli e fu scultore e architetto. Probabilmente apprese il mestiere dal padre e lo insegnò ai fratelli Giuseppe e Paolo Groppelli. Fu l'artista più rinomato della famiglia, attivo soprattutto come altarista. i primi suoi lavori furono due Angeli e quattro Putti realizzati in marmo (1691-1692) per l'altare maggiore della demolita chiesa di Santa Croce alla Giudecca (oggi nella chiesa di Sant'Antonio Abate a Lussingrande). Nel 1704 circa scolpì il bassorilievo con la Veduta di Grado e dell'isola di Barbana dalla Laguna come paliotto dell'altare maggiore del santuario della Madonna di Barbana a Grado. Successivamente scolpì un Angelo (1704-1705) per l'altar maggiore Chiesa arcipretale dei Santi Apostoli Pietro e Paolo di Fratta Polesine, a pendant con l'altro angelo di Pietro Baratta. Nel 1706 scolpì e firmò il rilievo con l'Allegoria della vittoria dei Dardanelli nel monumento Valier ai Santi Giovanni e Paolo.
L'estate dello stesso anno Marino si trasferì in Dalmazia su invito del Consiglio dei rogati di Ragusa per ricostruire la chiesa di San Biagio. Ne risultò un edificio a croce greca di linguaggio barocco con forte attenzione ai dettagli ornamentali di cui fu peraltro l'autore (p.e. i Putti ed il Cherubino sul portale e le statue di San Biagio, della Fede e della Speranza sull'attico). Durante questo soggiorno dalmata (1706-1715) Marino costruì il cospicuo portale del palazzo della Guardia, ornato di un volto di guerriero in chiave d'arco (1707-08) inoltre scolpì il Monumento funebre del vescovo Toma Antun Scotti nella sacrestia del Duomo e l'Angelo reggistemma sul portale della chiesa di Sant'Ignazio per i Gesuiti. Altri lavori a lui attribuiti sono le decorazioni in pietra e stucco all'esterno e all'interno della Villa estiva Bozdari nella località ragusea di Rijeka Dubrovačka nonché il mascherone – e molto probabilmente lo scalone – in un palazzo in Ulica Braće Andrijić. Senz'altro ebbe una importante influenza sulla produzione delle maestranze locali dalmate e le autorità cittadine lo congedarono con un premio in denaro ed una medaglia d'oro.
Al suo ritorno a Venezia partecipò con due statue – l'Allegoria della Verità e l'Allegoria della Sincerità (1717) – alla fornitura per il Giardino d'estate di San Pietroburgo e collaborò Pietro Baratta, Antonio Corradini e Giuseppe Torretto ai due mausolei della famiglia Manin, concepiti da Domenico Rossi e finiti nel 1718, nel presbiterio della Cattedrale di Udine.
Dei suoi tre figli Giovanni Battista junior (morto nel 1756) e Francesco continuarono l'attività paterna mentre Nicolò rimase un semplice tagliapietra.

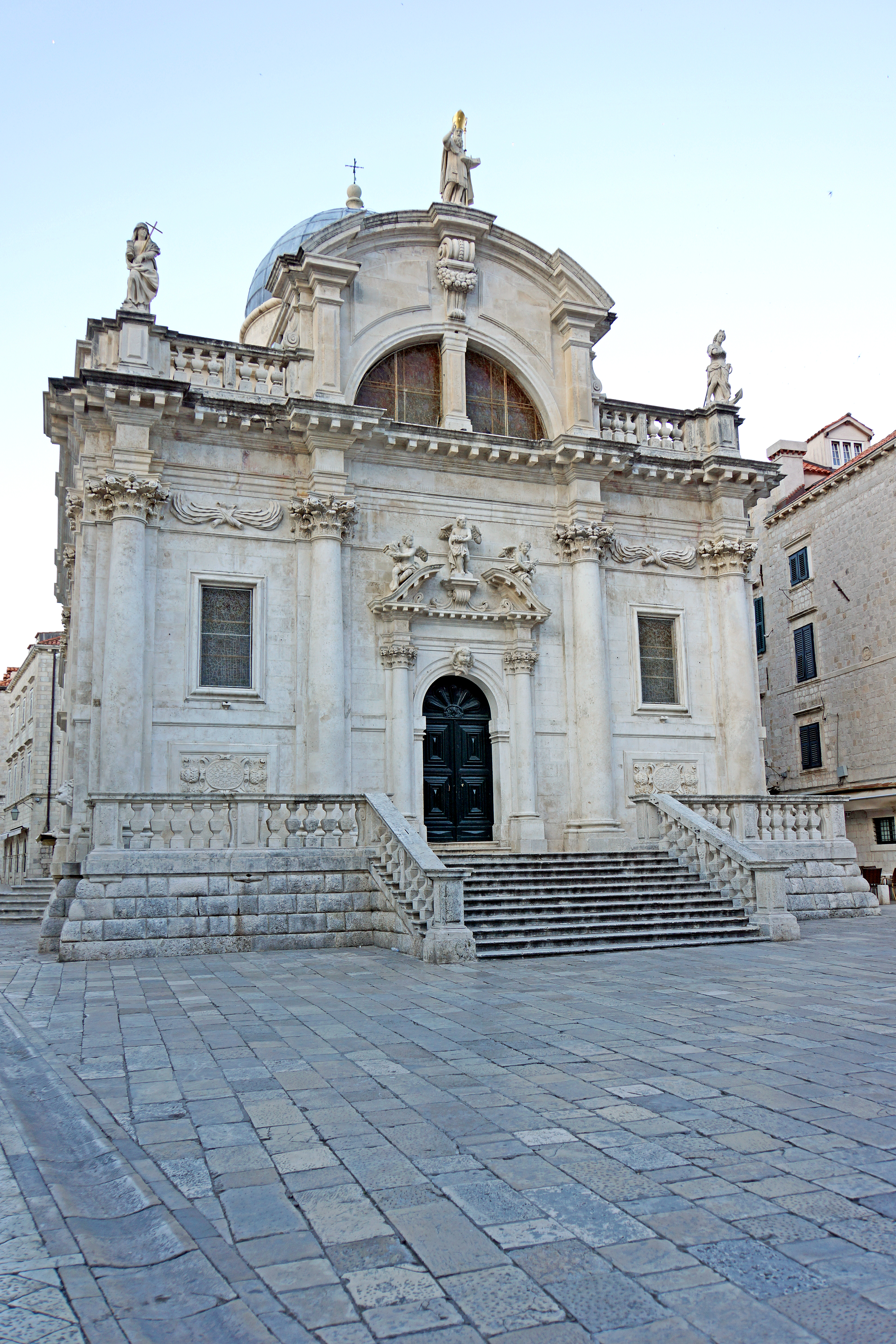
Marino Groppelli, Chiesa di San Biagio, Ragusa
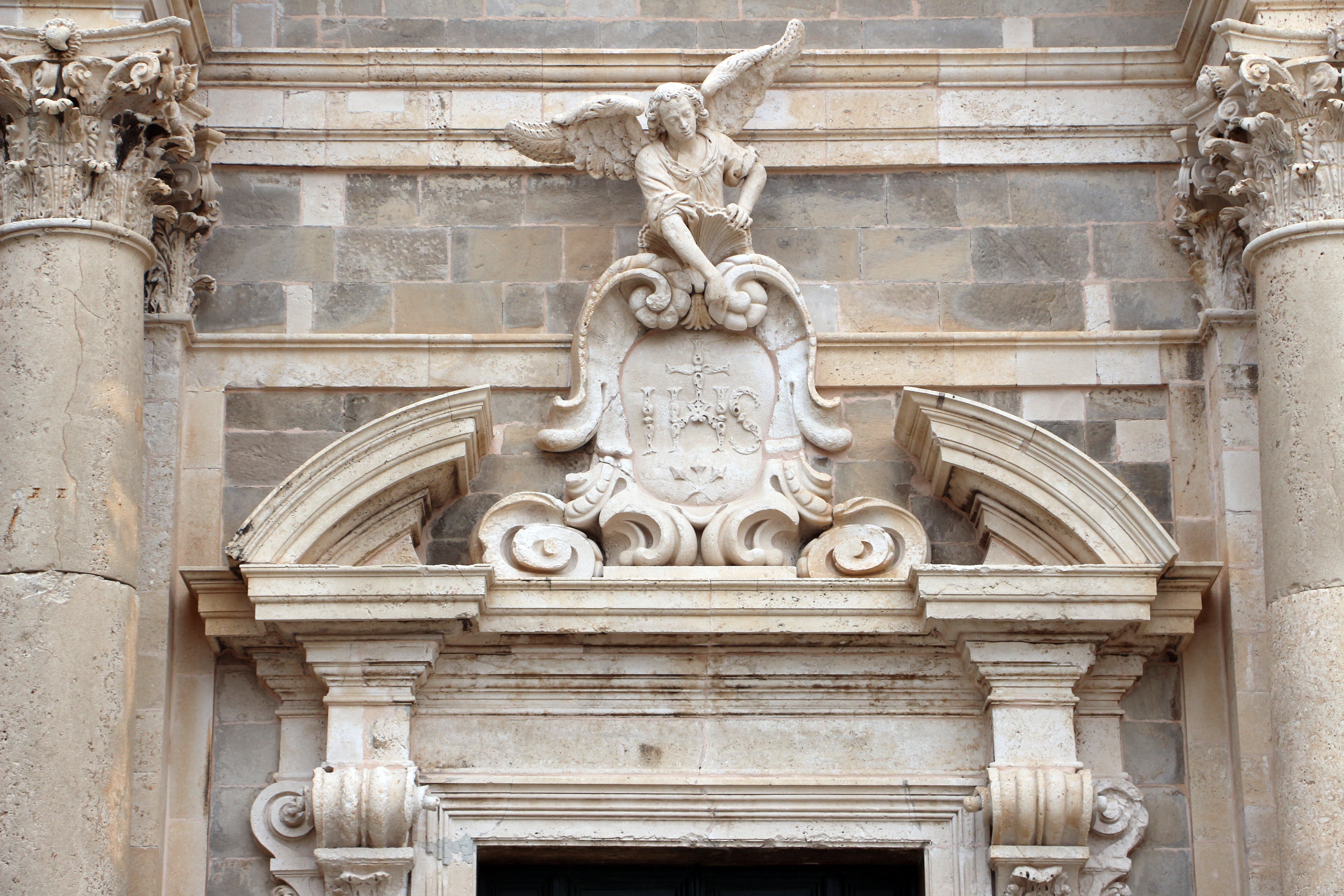
Marino Groppelli, Angelo reggistemma, Chiesa di Sant'Ignazio, Ragusa
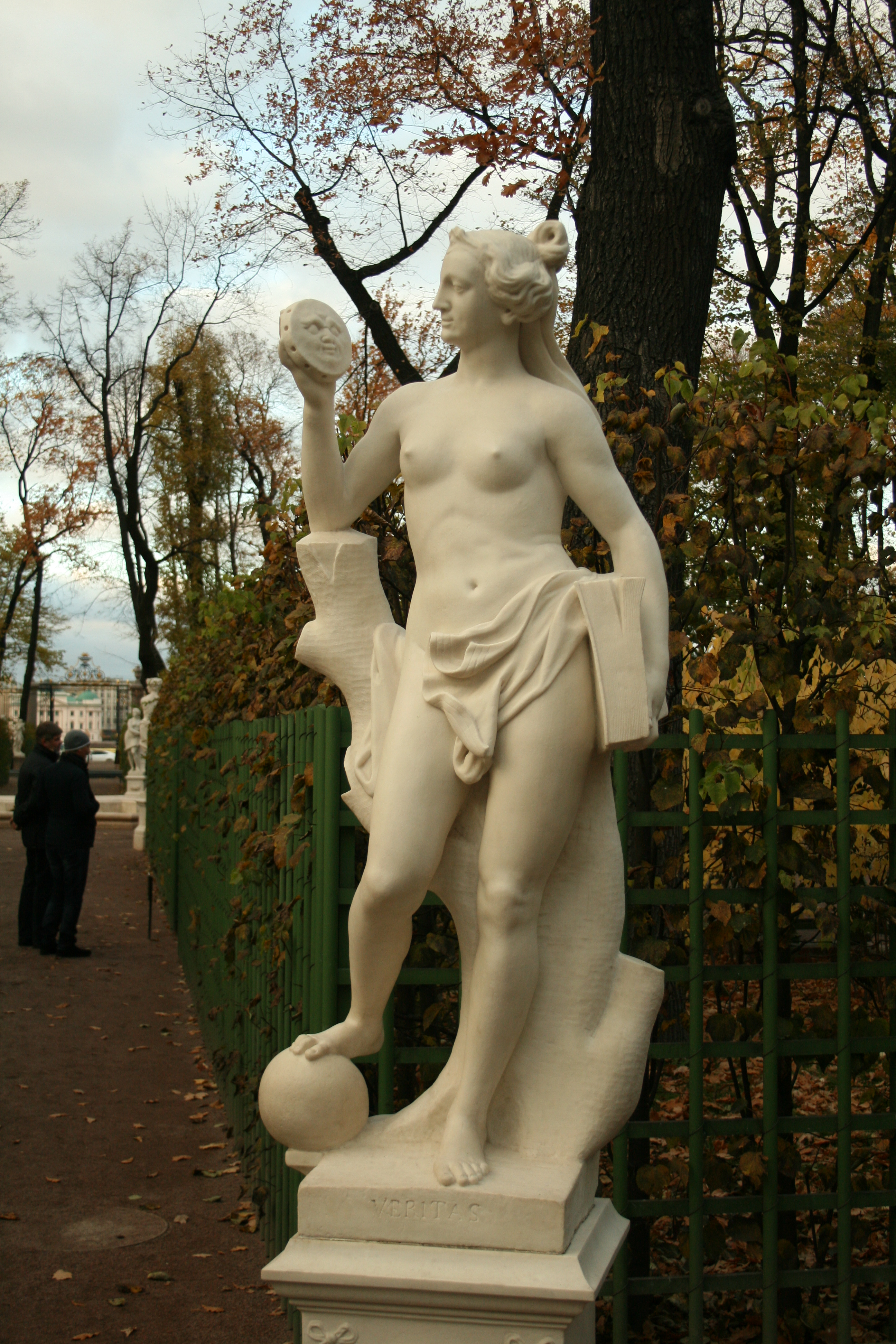
Marino Groppelli, Allegoria della Verità, Giardino d'estate, San Pietroburgo
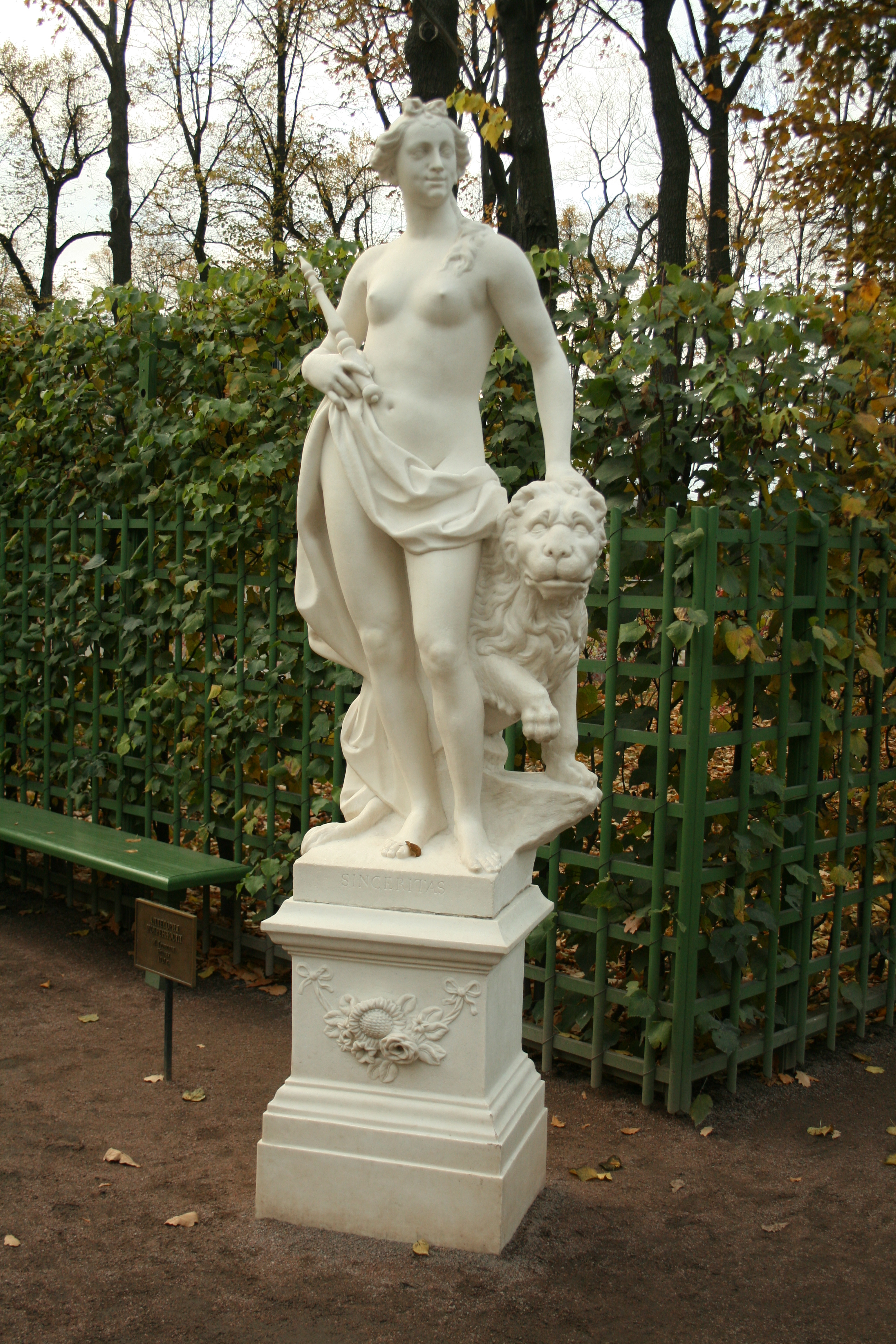
Marino Groppelli, Allegoria della Sincerità, Giardino d'estate, San Pietroburgo